# Erol Yıldız
Erol Yıldız (* 1960 in Samsun, Türkei) ist Soziologe, Fachautor und Herausgeber von Schriften zu interkulturellen und migrationssoziologischen Fragestellungen. Der gebürtige Türke war Studienrat im Hochschuldienst am Institut für vergleichende Bildungsforschung und Sozialwissenschaften, Lehrbereich Soziologie der Universität zu Köln. Von 2008 bis 2014 war er Professor am Institut für Erziehungswissenschaften und Bildungsforschung der Universität Klagenfurt; seit 2014 ist er Professor an der Universität Innsbruck.

## Werdegang
Yıldız wuchs in seiner Geburtsstadt auf, wo er 1978 auch das Abitur ablegte. Im Jahr darauf ging er nach Köln, um nach einem Deutschkurs ein Studium an der dortigen Universität beginnen zu können, zunächst im Studienkolleg, dann Philosophie mit Nebenfächern Pädagogik und Soziologie, ab 1984 Pädagogik als Hauptfach und Soziologie und Psychologie im Nebenfach. 1990 arbeitete Yıldız eine Zeit lang als Pädagoge für interkulturelle Jugendarbeit beim Deutschen Familienverband in Köln, wissenschaftliche Tätigkeiten u. a. am Seminar für Sozialwissenschaften führten ihn 1992 aber wieder vermehrt an die Universität Köln. 1996 promovierte Yıldız dort zum Thema Halbierte Postmoderne. Probleme des Minderheitendiskurses unter Berücksichtigung alternativer Ansätze in den Niederlanden im Fach Soziologie. Hiernach folgten drei Jahre Forschungsarbeit in einem Projekt zum Thema „Städtischer Multikulturalismus“. Ab 1999 nahm er eine Tätigkeit als wissenschaftlicher Assistent an der Erziehungswissenschaftlichen Fakultät der Universität an, nach seiner Habilitation 2005 im Fach Soziologie zum Thema Leben in der kosmopolitanen Moderne: Die Öffnung der Orte zur Welt als Studienrat im Hochschuldienst. Daneben ist Yıldız bereits seit dem Jahr 2000 Lehrbeauftragter der Universität Hamburg, wo er im Sommersemester 2005 eine Vertretungsprofessur für Interkulturelle Bildung im Fachbereich Erziehungswissenschaft übernahm. Im Sommersemester 2006 folgte eine weitere Vertretungsprofessur in Köln. Im Sommer 2008 folgte Yıldız dem Ruf als Professor für Allgemeine Erziehungswissenschaften an die Universität Klagenfurt. Im März 2014 wechselte er an die Universität Innsbruck auf eine Professur mit dem Schwerpunkt „Migration und Bildung“.
Seit Ende der 90er Jahre war er Autor einer Reihe von Buchpublikationen und zahlreichen wissenschaftlichen Aufsätze sowie Herausgeber, u. a. in Bezug auf die Reihe Interkulturelle Studien im Leske + Budrich / VS-Verlag, deren Mitherausgeber er seit 2002 ist.
Seit 2005 führte er das Forschungsprojekt Der Wandel von Quartieren in der metropolitanen Gesellschaft am Beispiel Keupstraße in Köln: Ghetto oder eine Erfolgsgeschichte? durch.
Er ist Mitglied des Rats für Migration.

## Bibliografie (Auswahl)
- (Zusammen mit Wolfgang Meisner) Nach der Heimat. Neue Ideen für eine mehrheimische Gesellschaft, Stuttgart: Philipp Reclam jun GmbH & Co. KG, 2021
- Was heißt hier Parallelgesellschaft?, Wiesbaden: VS Verlag für Sozialwissenschaften, 2007, 1. Auflage
- Multikulturalität in der Diskussion, Wiesbaden: VS Verlag für Sozialwissenschaften, 2006, 2. Auflage
- Migration in der metropolitanen Gesellschaft, Münster: Lit, 2004
- Islam und Bildung, Opladen: Leske und Budrich, 2003
- Der Umgang mit der Stadtgesellschaft, Opladen: Leske und Budrich, 2002
- Fremdheit und Integration, Bergisch Gladbach: BLT, 1999, Original-Ausgabe
- Die halbierte Gesellschaft der Postmoderne, Opladen: Leske und Budrich, 1997